# Prázdninové deníky
Prázdninové deníky (v hebrejském originále יומני החופש הגדול‎) je izraelský televizní seriál pro mládež. Seriál se odehrává v letních měsících, kdy se potkávají noví přátelé a lásky. Je doprovázen moderní hudbou. Vysílán byl v letech 2012–2013. Vysílá ho Disney Channel. Vypráví příběh tří dlouholetých kamarádek (Tamara, Daphne, Eleonor a Dana). Jedna z nich, Dana, se musí z Izraele odstěhovat do Itálie. Ostatní se rozhodnou, že si našetří peníze a odletí za ní. Do té doby udržují kontakt přes internet.

## Série
| Řada | Díly | Premiéra v Izraeli | Premiéra v Izraeli | Premiéra v ČR   | Premiéra v ČR   |
| Řada | Díly | První díl          | Poslední díl       | První díl       | Poslední díl    |
| ---- | ---- | ------------------ | ------------------ | --------------- | --------------- |
| 1    | 50   | 19. srpna 2012     | 31. října 2012     | 20. června 2016 | 26. srpna 2016  |
| 2    | 50   | 18. srpna 2013     | 29. října 2013     | nebylo vysíláno | nebylo vysíláno |

## Seznam epizod

### Série 1 (2016)
| Č. v seriálu / řadě | Originální název                                     | Izraelská premiéra | Česká premiéra    |
| ------------------- | ---------------------------------------------------- | ------------------ | ----------------- |
| 1                   | דנה עוזבת למילאנו                                    | 19. srpna 2012     | 20. června 2016   |
| 2                   | אלינור מפלרטטת עם גור                                | 20. srpna 2012     | 21. června 2016   |
| 3                   | אלינור שבורת לב                                      | 21. srpna 2012     | 22. června 2016   |
| 4                   | תמר מתעמתת עם אלינור                                 | 22. srpna 2012     | 23. června 2016   |
| 5                   | התוכנית נגד קארין                                    | 23. srpna 2012     | 24. června 2016   |
| 6                   | אלינור מארגנת בזאר במילקשייק                         | 26. srpna 2012     | 27. června 2016   |
| 7                   | תמר וגור מבואסים                                     | 27. srpna 2012     | 28. června 2016   |
| 8                   | תמר מסתבכת                                           | 28. srpna 2012     | 29. června 2016   |
| 9                   | הקליפ של דפי                                         | 29. srpna 2012     | 30. června 2016   |
| 10                  | אלינור מעמידה פנים                                   | 30. srpna 2012     | 1. července 2016  |
| 11                  | גור מאמן את תמר                                      | 2. září 2012       | 4. července 2016  |
| 12                  | שרון קובעת לדפי הכל                                  | 3. září 2012       | 5. července 2016  |
| 13                  | דפי ודין בדייט מקצועי                                | 4. září 2012       | 6. července 2016  |
| 14                  | אלינור מוזמנת לדייט                                  | 5. září 2012       | 7. července 2016  |
| 15                  | דפי מאוכזבת                                          | 6. září 2012       | 8. července 2016  |
| 16                  | מה גור מסתיר מתמר?                                   | 9. září 2012       | 11. července 2016 |
| 17                  | תום וגור במעקב                                       | 10. září 2012      | 12. července 2016 |
| 18                  | קארין ותום מתקרבים                                   | 11. září 2012      | 13. července 2016 |
| 19                  | הבנות חוגגות                                         | 12. září 2012      | 14. července 2016 |
| 20                  | הכנות אחרונות לנסיעה החלומית                         | 13. září 2012      | 15. července 2016 |
| 21                  | פרק כפול: חופשה חלומית                               | 13. září 2012      | 18. července 2016 |
| 22                  | פרק כפול: חופשה חלומית                               | 13. září 2012      | 19. července 2016 |
| 23                  | קארין רוצה לספר לחברות על הזוגיות שלה עם תום         | 13. září 2012      | 20. července 2016 |
| 24                  | אלינור נותנת לבועז אולטימאטום                        | 13. září 2012      | 21. července 2016 |
| 25                  | תמר מתקשה לקבל את גור בתור הבוס שלה.                 | 13. září 2012      | 22. července 2016 |
| 26                  | גור ותמר מנסים לגייס קהל להופעה של תום               | 16. září 2012      | 25. července 2016 |
| 27                  | דפי נפגשת עם דין לצרכי עבודה                         | 17. září 2012      | 26. července 2016 |
| 28                  | תום מתעמת עם טליה על השקרים שסיפרה לקארין.           | 18. září 2012      | 27. července 2016 |
| 29                  | איתי ואלינור יוצאים לדייט ראשון                      | 19. září 2012      | 28. července 2016 |
| 30                  | דפי נתקפת פחד במה בחזרות עם דין                      | 20. září 2012      | 29. července 2016 |
| 31                  | תמר צריכה לבחור בין הלהקה לעבודה במילקשייק           | 23. září 2012      | 1. srpna 2016     |
| 32                  | גור מפתיע את הוריו במתנה לא שגרתית                   | 24. září 2012      | 2. srpna 2016     |
| 33                  | קארין נלחצת מהחזרה הקרבה לאל איי והפרידה הכפויה מתום | 25. září 2012      | 3. srpna 2016     |
| 34                  | תום מעודד את קארין להישאר בארץ                       | 26. září 2012      | 4. srpna 2016     |
| 35                  | הדרכון של דפי לא בתוקף                               | 27. září 2012      | 5. srpna 2016     |
| 36                  | אלינור מלמדת את איתי כימיה ומגלה בקיאות מרשימה בחומר | 30. září 2012      | 8. srpna 2016     |
| 37                  | קארין והאורחת המפתיעה                                | 1. října 2012      | 9. srpna 2016     |
| 38                  | אלינור בתחרות גלישה                                  | 2. října 2012      | 10. srpna 2016    |
| 39                  | היומן של תמר                                         | 3. října 2012      | 11. srpna 2016    |
| 40                  | שיתוף פעולה                                          | 4. října 2012      | 12. srpna 2016    |
| 41                  | גור מעביר שיעורי גלישה במילקשייק.                    | 7. října 2012      | 15. srpna 2016    |
| 42                  | שירה במעקב                                           | 8. října 2012      | 16. srpna 2016    |
| 43                  | קארין מפתיעה                                         | 9. října 2012      | 17. srpna 2016    |
| 44                  | דפי צריכה לבחור                                      | 10. října 2012     | 18. srpna 2016    |
| 45                  | אלינור מתרגשת!                                       | 11. října 2012     | 19. srpna 2016    |
| 46                  | תמר מתאכזבת                                          | 14. října 2012     | 22. srpna 2016    |
| 47                  | דפי מנסה להסתדר בתעשייה ללא שרון                     | 29. října 2012     | 23. srpna 2016    |
| 48                  | קארין חומקת עם תום לחיפה בלי רשות מסיגל              | 30. října 2012     | 24. srpna 2016    |
| 49                  | פרק כפול: סיום העונה                                 | 31. října 2012     | 25. srpna 2016    |
| 50                  | פרק כפול: סיום העונה                                 | 31. října 2012     | 26. srpna 2016    |

### Série 2
| Č. v seriálu | Č. v řadě | Originální název | Izraelská premiéra | Česká premiéra  |
| ------------ | --------- | ---------------- | ------------------ | --------------- |
| 51           | 1         |                  | 18. srpna 2013     | nebylo vysíláno |
| 52           | 2         |                  |                    | nebylo vysíláno |
| 53           | 3         |                  |                    | nebylo vysíláno |
| 54           | 4         |                  |                    | nebylo vysíláno |
| 55           | 5         |                  |                    | nebylo vysíláno |
| 56           | 6         |                  |                    | nebylo vysíláno |
| 57           | 7         |                  |                    | nebylo vysíláno |
| 58           | 8         |                  |                    | nebylo vysíláno |
| 59           | 9         |                  |                    | nebylo vysíláno |
| 60           | 10        |                  |                    | nebylo vysíláno |
| 61           | 11        |                  |                    | nebylo vysíláno |
| 62           | 12        |                  |                    | nebylo vysíláno |
| 63           | 13        |                  |                    | nebylo vysíláno |
| 64           | 14        |                  |                    | nebylo vysíláno |
| 65           | 15        |                  |                    | nebylo vysíláno |
| 66           | 16        |                  |                    | nebylo vysíláno |
| 67           | 17        |                  |                    | nebylo vysíláno |
| 68           | 18        |                  |                    | nebylo vysíláno |
| 69           | 19        |                  |                    | nebylo vysíláno |
| 70           | 20        |                  |                    | nebylo vysíláno |
| 71           | 21        |                  |                    | nebylo vysíláno |
| 72           | 22        |                  |                    | nebylo vysíláno |
| 73           | 23        |                  |                    | nebylo vysíláno |
| 74           | 24        |                  |                    | nebylo vysíláno |
| 75           | 25        |                  |                    | nebylo vysíláno |
| 76           | 26        |                  |                    | nebylo vysíláno |
| 77           | 27        |                  |                    | nebylo vysíláno |
| 78           | 28        |                  |                    | nebylo vysíláno |
| 79           | 29        |                  |                    | nebylo vysíláno |
| 80           | 30        |                  |                    | nebylo vysíláno |
| 81           | 31        |                  |                    | nebylo vysíláno |
| 82           | 32        |                  |                    | nebylo vysíláno |
| 83           | 33        |                  |                    | nebylo vysíláno |
| 84           | 34        |                  |                    | nebylo vysíláno |
| 85           | 35        |                  |                    | nebylo vysíláno |
| 86           | 36        |                  |                    | nebylo vysíláno |
| 87           | 37        |                  |                    | nebylo vysíláno |
| 88           | 38        |                  |                    | nebylo vysíláno |
| 89           | 39        |                  |                    | nebylo vysíláno |
| 90           | 40        |                  |                    | nebylo vysíláno |
| 91           | 41        |                  |                    | nebylo vysíláno |
| 92           | 42        |                  |                    | nebylo vysíláno |
| 93           | 43        |                  |                    | nebylo vysíláno |
| 94           | 44        |                  |                    | nebylo vysíláno |
| 95           | 45        |                  |                    | nebylo vysíláno |
| 96           | 46        |                  |                    | nebylo vysíláno |
| 97           | 47        |                  |                    | nebylo vysíláno |
| 98           | 48        |                  |                    | nebylo vysíláno |
| 99           | 49        |                  |                    | nebylo vysíláno |
| 100          | 50        |                  |                    | nebylo vysíláno |